# Alexandre Herculano
Œuvres principales
- História de Portugal, 1846-1853
- História da Origem e Estabelecimento da Inquisição em Portugal, 1854-1859
- Portugaliæ Monumenta Historica, 1856-1873
- Eurico, o Presbítero, 1844, roman historique

Alexandre Herculano de Carvalho e Araújo, né à Lisbonne le 28 mars 1810 et mort à Santarém le 13 septembre 1877, est un écrivain portugais de la mouvance romantique.

## Biographie
Poète, romancier, nouvelliste et dramaturge,  il est également reconnu comme un historien «rigoureux et novateur »  et un journaliste influent, promoteur des idées libérales dans son pays.
Marqué dans sa jeunesse par les invasions françaises, la domination des Anglais et surtout par les idées libérales venues principalement de France, il joue un rôle important dans l'évolution des idées qui conduisent à la révolution de 1910.

### Hommages
Un grand nombre de villes  du Portugal honorent le nom d'Alexandre Herculano : Lisbonne, Porto, Albufeira, Coimbra, etc.
Une statue représentant Alexandre Herculano en pied, exécutée en 1945 par le sculpteur portugais Salvador Barata Feyo (1899-1990)  a été inaugurée le 27 mai 1950 sur l'Avenue de la Liberté à Lisbonne, en même temps que celle de Almeida Garrett, autre grande figure du romantisme portugais.
Le tombeau d'Alexandre Herculano repose dans la salle capitulaire du cloître du Monastère des Hiéronymites, à Belém.

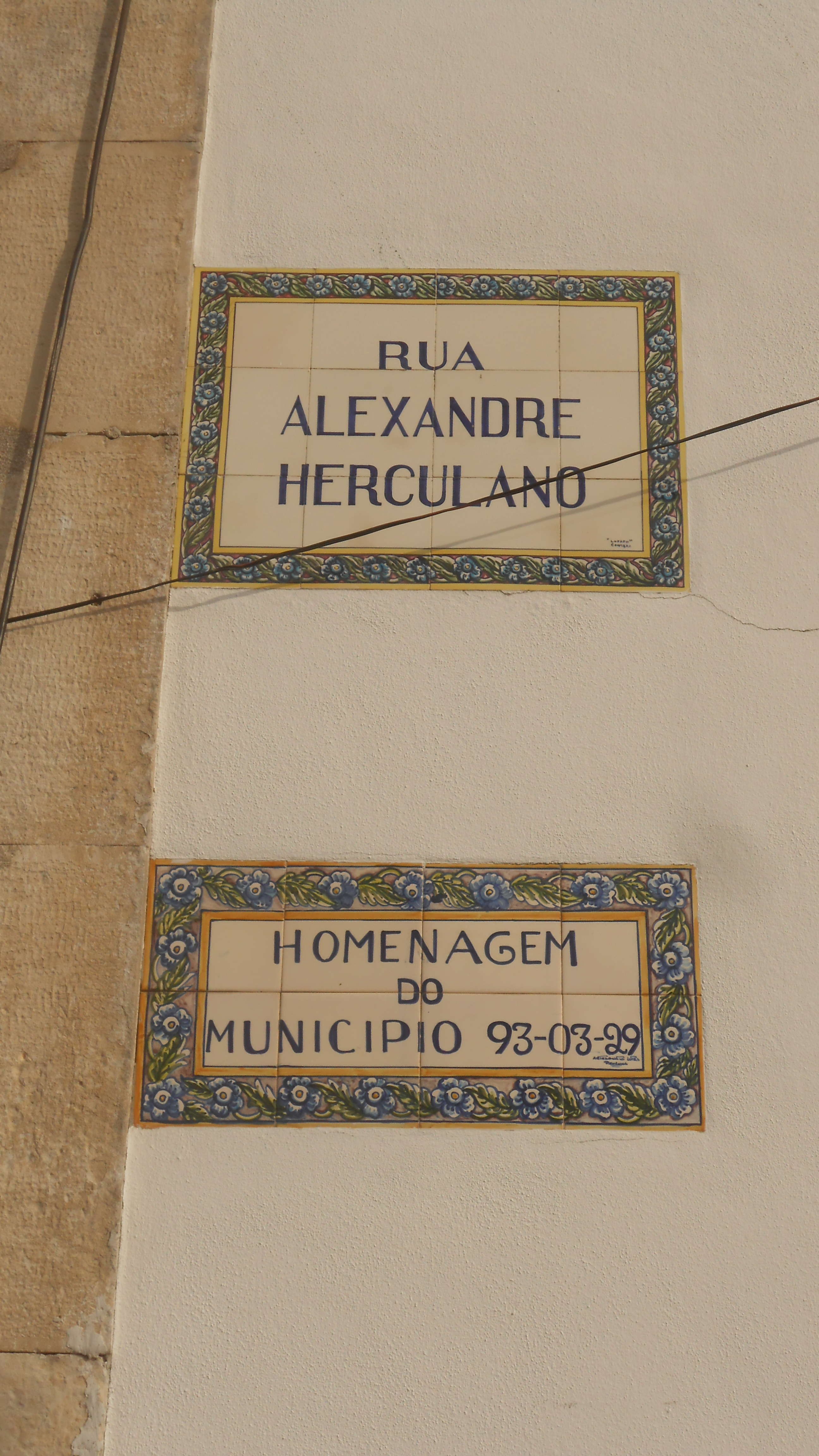
Plaque de rue à Souré.
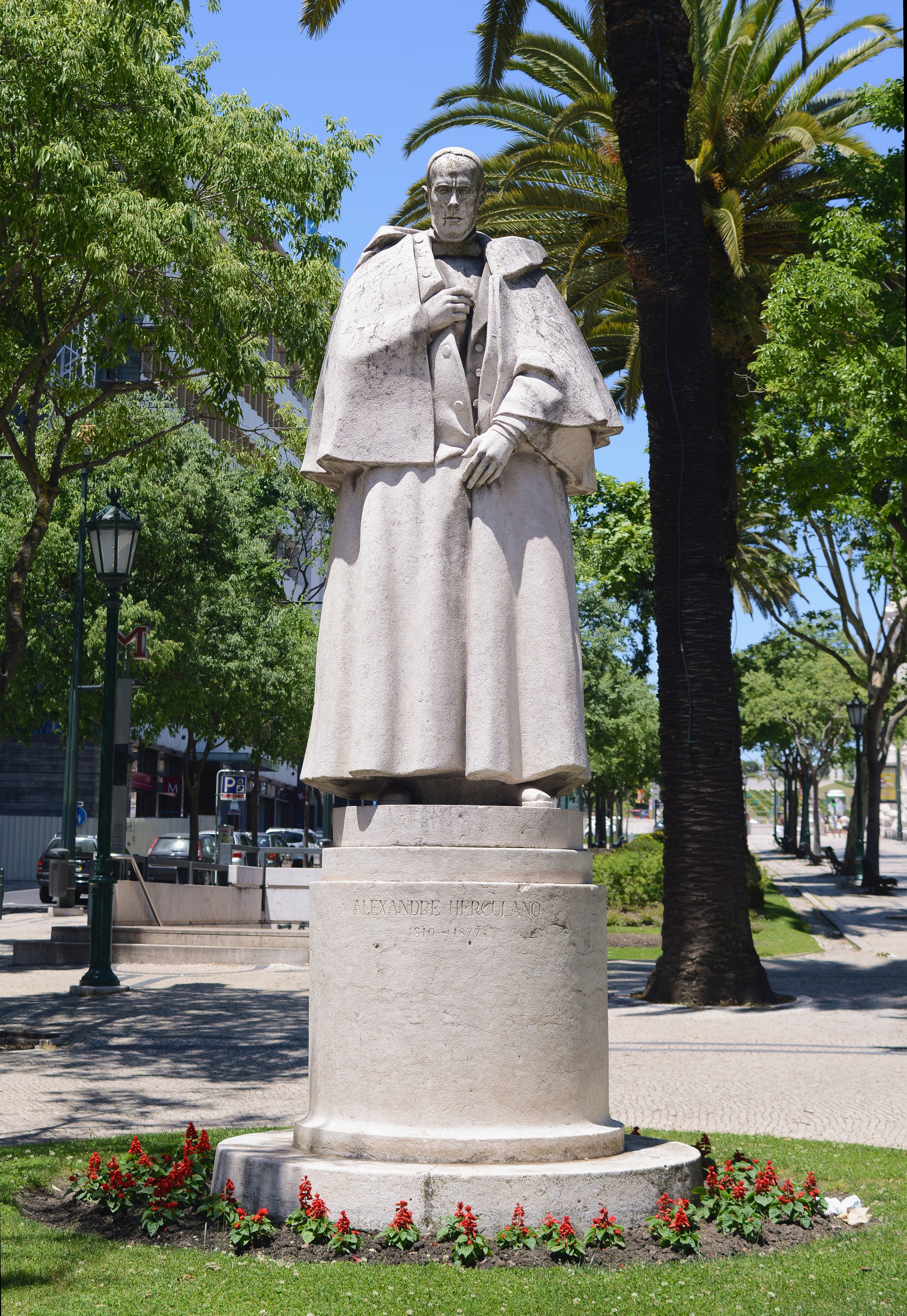
Statue par Salvador Barata Feyo, avenue de la Liberté à Lisbonne.
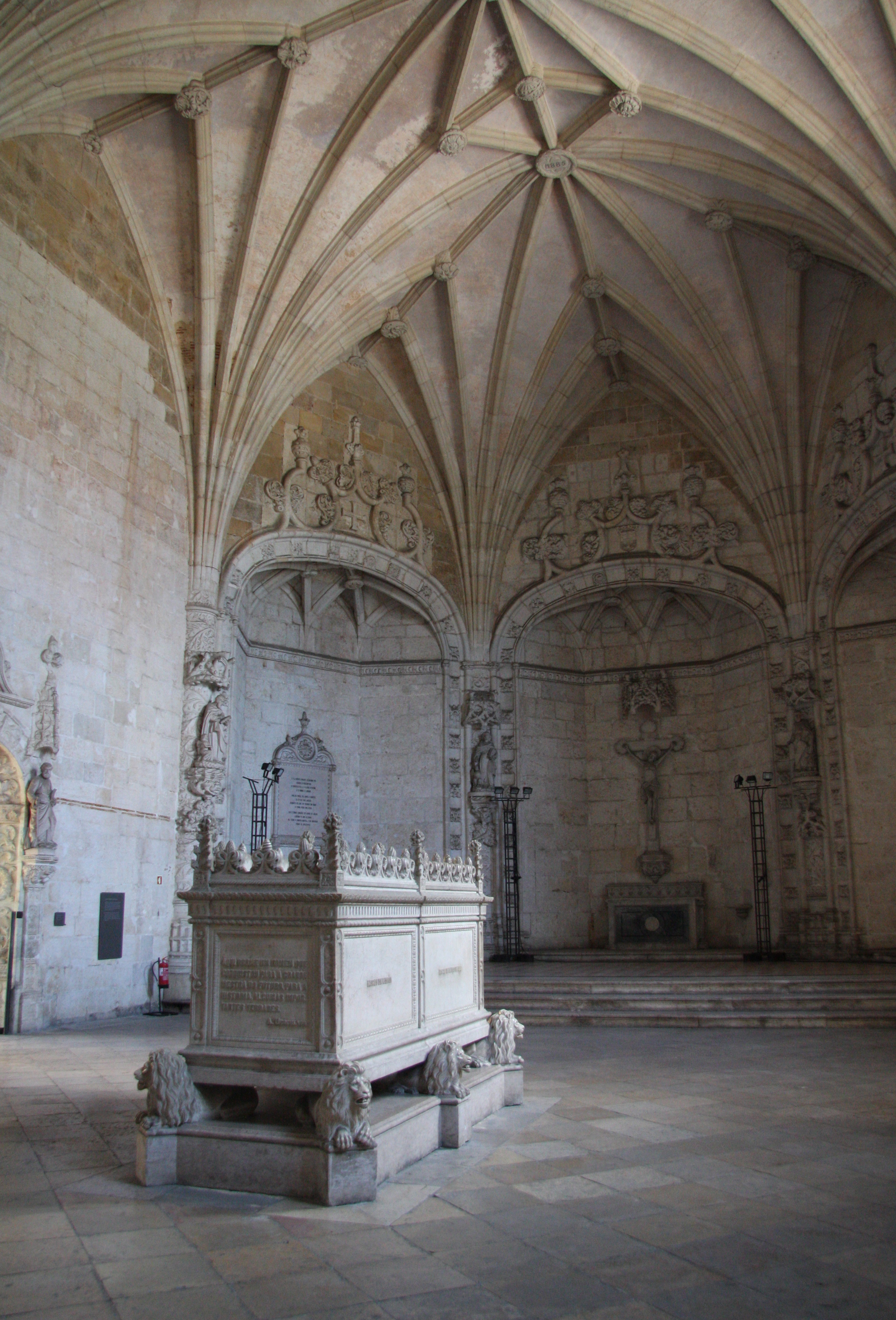
Tombeau d'Alexandre Herculano.

## Œuvres traduites en français
- Eurico, roman-poème [« Enrico o presbytero »]  (trad. du portugais par David A. Cohen), C. Leroy, 1883
- Légendes et récits du Portugal [« Lendas e narrativas »]  (trad. du portugais par Diogo Quintela et Bernard Tissier, ill. Marion Duval), Paris, Chandeigne, 2006, 381 p. (ISBN 978-2-915540-12-3, BNF 40140100)